# Mary Somerville (Astronomin)

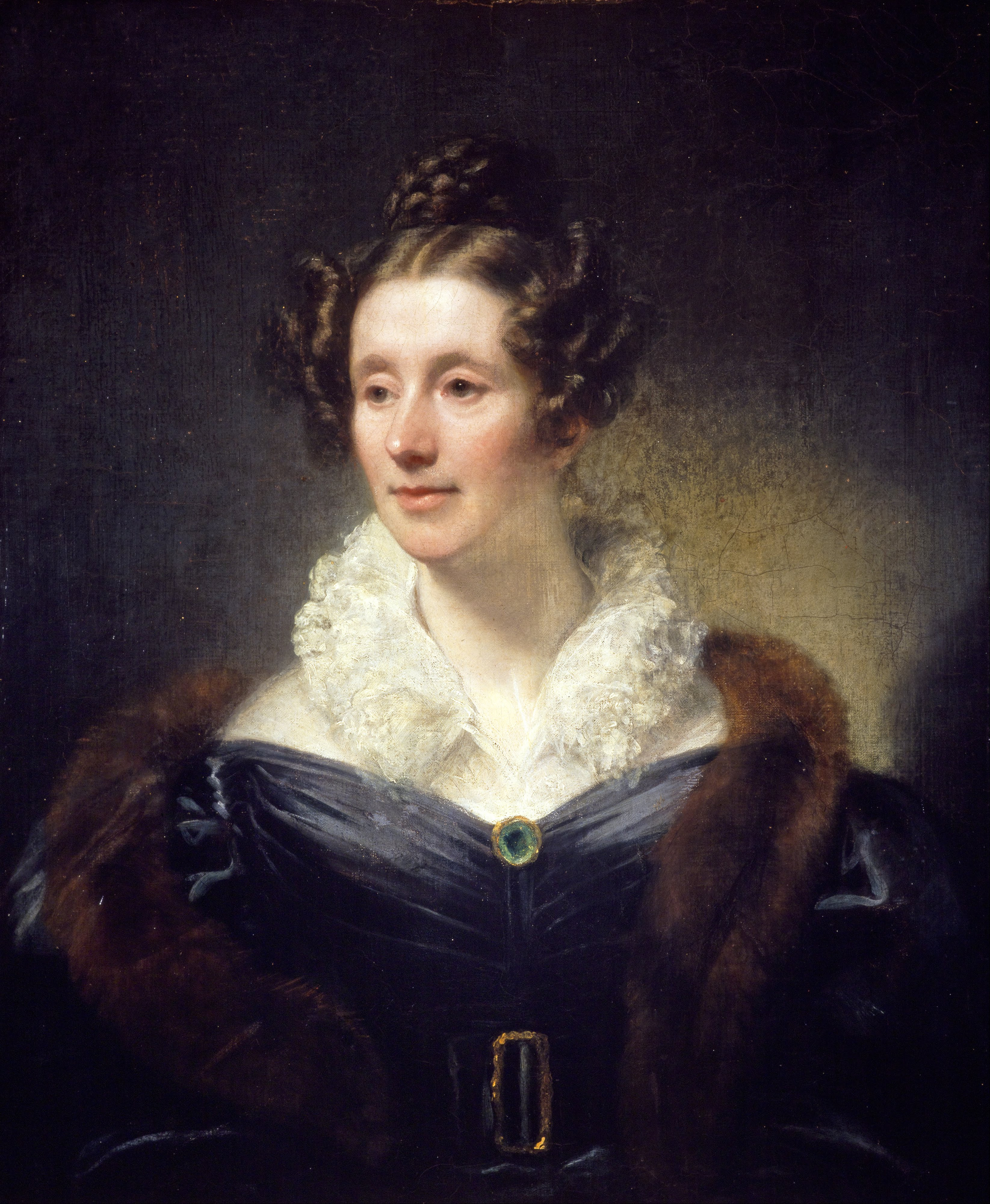
Thomas Phillips: Mary Fairfax, Mrs William Somerville, 1780–1872. Writer on science (1834; Scottish National Gallery, Edinburgh)

Mary Somerville (* 26. Dezember 1780 in Jedburgh; † 29. November 1872 in Neapel), geborene Mary Fairfax und in erster Ehe verheiratete Mary Greig, war eine schottische Astronomin und Mathematikerin. Mary Somerville eignete sich ihr Wissen autodidaktisch an und erlangte zu Lebzeiten als Wissenschaftsautorin große Bekanntheit.

## Leben
Mary Fairfax war die Tochter von Admiral Sir William George Fairfax und seiner Ehefrau. Mary kam im Pfarrhaus in Jedburgh, Schottland, zur Welt, dem Haus der Schwester ihrer Mutter. Ihr Onkel, der Ehemann der Schwester, war Thomas Somerville (1741–1830), Autor einer Autobiografie (My Own Life and Times). Als ihr Vater feststellte, dass seine Tochter im Alter von neun Jahren kaum lesen und schreiben konnte, wurde ihr als einzige formale Schulbildung ein Jahr im Internat ermöglicht. Später ermutigte sie einzig der Onkel zu Studien. Sie brachte sich selbst Latein und Altgriechisch bei.
Aus erster Ehe (1804) mit Samuel Greig, einem entfernten Cousin, Hauptmann und russischem Konsul in London, hatte sie zwei Kinder: die Söhne Woronzow und William George. Als ihr erster Ehemann 1806 verstarb, ermöglichte ihr das Erbe, ihren wissenschaftlichen Interessen nachzugehen. Sie pflegte engen Kontakt zu intellektuellen Kreisen, darunter Walter Scott, Henry Brougham und John Playfair. Playfair verwies Greig für ihre Studien an seinen Schüler William Wallace. Wallace gab unter anderem die Zeitschrift Mathematical Repository heraus, an deren mathematischen Preisaufgaben sich Mary Greig beteiligte. Für eine Lösung erhielt sie eine Medaille, die erste von vielen Auszeichnungen.
1812 heiratete Mary Greig William Somerville (1771–1860). William Somerville war der Sohn ihres Onkels, Militärarzt und zudem ein dezidierter Förderer ihrer naturwissenschaftlichen Interessen. Mit William Somerville hatte Mary vier weitere Kinder. 1816 zog die Familie nach London und nahm rege am gesellschaftlichen und wissenschaftlichen Leben teil. 1835 erhielt Somerville eine Pension von 300 Pfund von der Regierung. Mit ihrer Familie zog Mary Somerville 1838 nach Italien, wo sie fortan den Großteil ihres Lebens verbrachte (zuerst in Florenz, später in Neapel). Ihren zweiten Ehemann überlebte Mary Somerville um zwölf Jahre und starb in Neapel im Alter von 91 Jahren. Sie ist dort im Cimitero degli Inglesi begraben.

## Schaffen

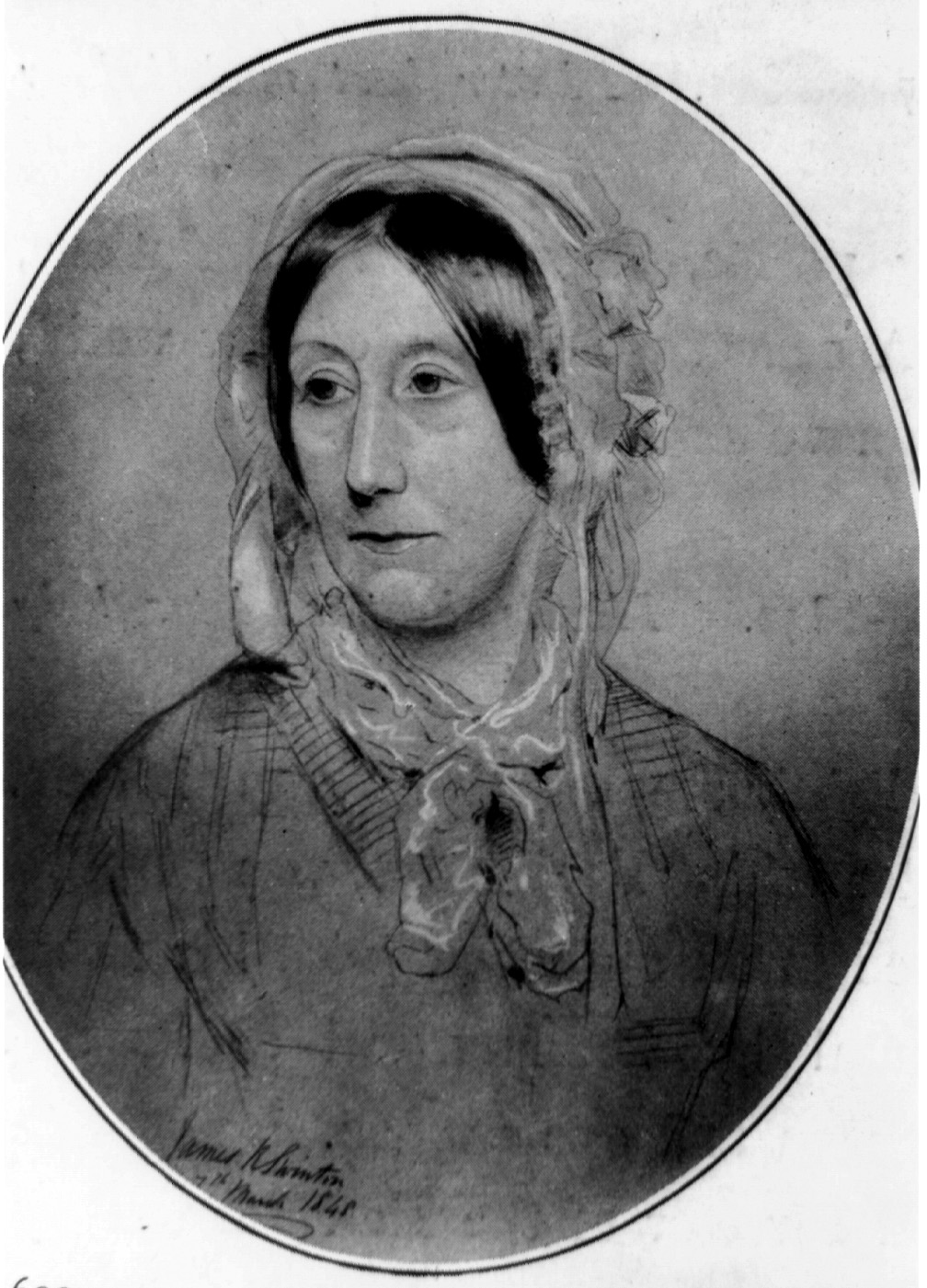
James Rannie Swinton: Mary Somerville, Zeichnung, 1848

Als Kind erhielt Mary Somerville bis auf ein Jahr im Internat keinerlei formale Bildung. Nach dem Verlassen des Internats brachte sie sich heimlich Algebra und Euklidische Geometrie bei, später beschäftigte sie sich mit Isaac Newtons Principia und Pierre-Simon Laplaces Mécanique céleste und avancierte zu einer der berühmtesten Autodidaktinnen ihrer Zeit.
Mit ihrem Wissen in Mathematik und Astronomie gewann sie die Anerkennung führender Wissenschaftler in Europa, noch bevor sie selbst allgemeine Berühmtheit erlangte. So sagte ihr Laplace, dass sie die einzige Frau sei, die seine Werke verstehe. 1831 publizierte Mary Somerville als Auftragsarbeit für die Society for the Diffusion of Useful Knowledge eine Übersetzung der Mécanique céleste von Laplace unter dem Titel The Mechanism of the Heavens in allgemeinverständlicher Sprache und Form, was ihr sofortige Berühmtheit einbrachte. Ihr Stil zeichnete sich durch Klarheit und Knappheit aus und zeugte von großem Enthusiasmus für die behandelten Themen.
1835 wurden sie und Caroline Herschel als die ersten beiden Frauen in die Royal Astronomical Society aufgenommen. 1869 wurde ihr die Patron’s Medal der Royal Geographical Society (die erst ab 1913 Frauen als Mitglieder aufnahm) verliehen, und sie wurde in die American Philosophical Society aufgenommen. Auch Alexander von Humboldt korrespondierte mit Somerville und zitierte sie als eine der wenigen weiblichen Wissenschaftlerinnen in seinem Hauptwerk Kosmos – Entwurf einer physischen Weltbeschreibung.
Die Personal Recollections of Mary Somerville, die 1873 von ihrer Tochter Martha Somerville herausgegeben wurden, vermitteln sowohl eine Idee der Persönlichkeit der Mary Somerville als auch einen Rückblick auf die literarische und wissenschaftliche Gesellschaft ihrer Zeit.

## Ehrungen
Nach Mary Somerville wurden benannt: das Somerville College in Oxford, Somerville Island (54° 44′ N, 130° 17′ W) an der Küste von British Columbia nahe der Grenze zu Alaska sowie der Asteroid (5771) Somerville (seit 1995) und ein Mondkrater.
Im Oktober 2017 brachte die Royal Bank of Scotland eine £10-Note mit dem Bild von Mary Somerville heraus.
Im Bremer Stadtteil Horn-Lehe, im sogenannten Technologiepark, wurde eine Straße nach Mary Somerville benannt. In Herford erhielt die in Ost-West-Richtung durch den Bildungscampus Herford verlaufende Straße den Namen Mary-Somerville-Boulevard.

## Sonstiges
Sie ist eine der Protagonistinnen im Spielfilm Mr. Turner – Meister des Lichts von 2014.

## Werke

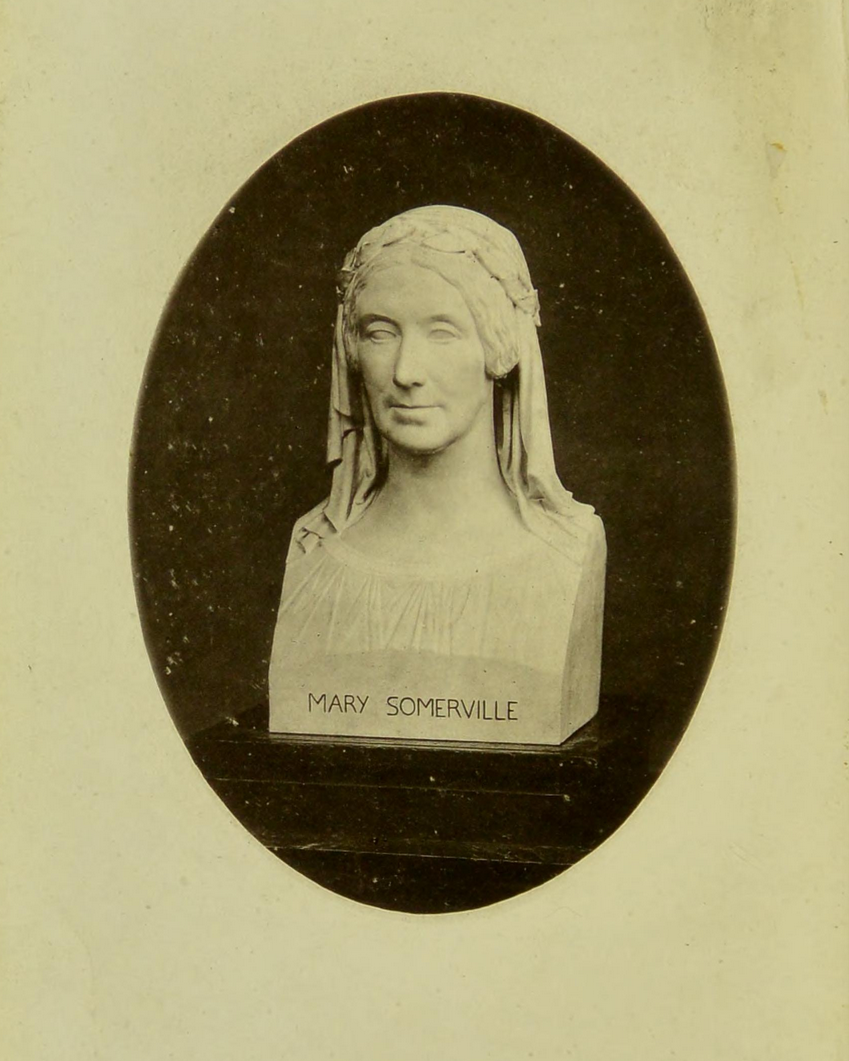
Abbildung einer Büste Somervilles aus den Personal Recollections, 1874 (geschaffen zu Lebzeiten von Mary Somerville für die Royal Society)

- 1825 The Magnetic Properties of the Violet Rays of the Solar Spectrum
- 1831 Mechanism of the Heavens (Digitalisat)
- 1832 A Preliminary Dissertation on the Mechanisms of the Heavens (Digitalisat)
- 1834 Connection of the Physical Sciences (Digitalisat)
- 1848 Physical Geography (Digitalisat)
- 1869 Molecular and Microscopic Science (Digitalisat)